# Hong Dong-hyun
Đây là một tên người Triều Tiên, họ là Hong.
Hong Dong-hyun (tiếng Hàn: 홍동현; sinh ngày 30 tháng 10 năm 1991) là một cầu thủ bóng đá Hàn Quốc thi đấu ở vị trí tiền vệ cho Ansan Greeners ở K League 2.

## Sự nghiệp
Hong ký hợp đồng với Busan IPark sau khi tốt nghiệp từ Đại học Soongsil. Bàn thắng đầu tiên của anh đến từ pha đá phạt trực tiếp trong thất bại 2–1 to Ulsan ngày 28 tháng 11 năm 2015. Trong trận đấu tiếp theo, lượt đi play-off xuống hạng với Suwon City, Hong bị đuổi khỏi sân sau khi nhận hai thẻ vàng. Busan thất bại và xuống chơi tại K League Challenge.

## Thống kê sự nghiệp câu lạc bộ
Tính đến 21 tháng 7 năm 2017
| Thành tích câu lạc bộ | Thành tích câu lạc bộ | Thành tích câu lạc bộ | Giải vô địch | Giải vô địch | Cúp     | Cúp       | Play-off | Play-off  | Tổng cộng | Tổng cộng |
| Mùa giải              | Câu lạc bộ            | Giải vô địch          | Số trận      | Bàn thắng    | Số trận | Bàn thắng | Số trận  | Bàn thắng | Số trận   | Bàn thắng |
| --------------------- | --------------------- | --------------------- | ------------ | ------------ | ------- | --------- | -------- | --------- | --------- | --------- |
| 2014                  | Busan IPark           | KL Classic            | 17           | 0            | 2       | 0         | –        | –         | 19        | 0         |
| 2015                  | Busan IPark           | KL Classic            | 5            | 1            | 1       | 0         | 1        | 0         | 7         | 1         |
| 2016                  | Busan IPark           | KL Challenge          | 28           | 5            | 1       | 0         | 1        | 0         | 30        | 5         |
| 2017                  | Busan IPark           | KL Challenge          | 1            | 0            | 0       | 0         | 0        | 0         | 1         | 0         |
| Tổng cộng sự nghiệp   | Tổng cộng sự nghiệp   | Tổng cộng sự nghiệp   | 51           | 6            | 4       | 0         | 2        | 0         | 57        | 6         |